# تپه کوشکدر
تپه کوشکدر در شهرستان قزوین، بخش رودبار شهرستان، روستای کوشکدر واقع شده و این اثر در تاریخ ۲۵ اسفند ۱۳۷۹ با شمارهٔ ثبت ۳۳۰۸ به‌عنوان یکی از آثار ملی ایران به ثبت رسیده است.